# Senaru
Senaru is een plaats in Indonesië, gelegen op het eiland Lombok. 
De plaats dank zijn toeristische bekendheid als uitvalsbasis voor Rinjani, de hoogste berg van Lombok.
Tevens zijn er watervallen in de buurt te vinden:
- Air Terjun Sindang Gila. De bekendste en meeste spectaculaire.
- Air Terjun Tiu Kelep.